# XHAV-FM
XHAV-FM es una estación de radio localizada en la ciudad de Guadalajara, Jalisco. Transmite en los 100.3 MHz de la banda de Frecuencia Modulada con 225,000 watts de potencia.

Fue la estación principal del concepto RMX, hasta el 21 de junio de 2019. Actualmente es una estación de la cadena El Heraldo Radio

## Historia
XHAV-FM inició transmisiones a mediados de la década de los 1970s cuando la Frecuencia Modulada era aún relativamente nueva y no tenía el auge que la caracteriza ahora. Su creador, don Manuel López Agredano, en la década de los 1980s, enfocó la estación al auditorio juvenil con énfasis en el rock generando así un canal de comunicación promotor de la música como fenómeno cultural y social para la juventud.
La estación fue conocida como Super Stereo, etapa que terminó dos años después de que es adquirida a Núcleo Radio Guadalajara por Grupo Imagen, en febrero de 2004, y es convertida en RMX 100.3 bajo el mando de Gonzalo Oliveros.

### RMX
En 2006, Grupo Imagen Multimedia lanzó el concepto RMX en la ciudad de Guadalajara. con una programación musical para un público de 18 a 30 años.
La estación se basa en la siguiente misión

«Ser una estación de vanguardia, que refleje el acontecer social y cultural de la comunidad de forma plural y global, con características de tolerancia, inclusión y libertad.»

Tras el éxito en Guadalajara, se incorporó el concepto en nuevas plazas donde comparte frecuencia con Imagen Radio (Querétaro, San Miguel de Allende/Celaya, Torreón, Laredo/Nuevo Laredo y Cancún respectivamente) se unieron entre 2007 y 2011.
En 2010, se convocó a 50 mil personas en Av. Chapultepec, Guadalajara, Jalisco, al evento 212, un concierto organizado por la estación que se convirtió en una plataforma de difusión para bandas mexicanas de música alternativa. Su nombre se debió que, cuando se dio el primer concierto, coincidió con los 212 días que llevaba la estación al aire.[cita requerida]
En 2017, como parte de la restructuración de Grupo Imagen, amplio su cobertura a San Luis Potosí y Ciudad de México, en esta última, ocuparía el lugar de Reporte 98.5.
Gracias a ello, se creó la primera cadena nacional descentralizada, donde los programas producidos desde cada plaza se transmiten de forma indistinta a todas las demás.[cita requerida]
Tras un acuerdo entre Grupo Imagen y Grupo Andrade para cambiar de manos la administración de la estación, el 21 de junio de 2019, el concepto de radio RMX concluyó y salió del aire en todas sus estaciones.

### El Heraldo Radio
El 16 de junio de 2019, se anunció que Grupo Imagen había suscrito un acuerdo para que Grupo Andrade, propietario del periódico, El Heraldo de México, adquiriera las dos estaciones principales del concepto RMX, XHAV-FM de Guadalajara y XHDL-FM de la Ciudad de México. 

Tras el término de transmisiones de RMX, el 22 de junio de 2019, inició "El Heraldo Radio", un concepto de radio de noticias. Oficialmente, las transmisiones de El Heraldo Radio comenzaron el 25 de junio de 2019.

## Formatos de la emisora
- Super Stereo: éxitos pop en español e inglés.
- RMX: música moderna en inglés y español.
- El Heraldo Radio: Noticias y música contemporánea en inglés.